# Montigny-lès-Metz
Montigny-lès-Metz – miejscowość i gmina we Francji, w regionie Grand Est, w departamencie Mozela.
Według danych na rok 1990 gminę zamieszkiwały 21 983 osoby, a gęstość zaludnienia wynosiła 3281 osób/km² (wśród 2335 gmin Lotaryngii Montigny-lès-Metz plasuje się na 9 miejscu pod względem liczby ludności, natomiast pod względem powierzchni na miejscu 859).